# Ietje Liebeek-Hoving
Ietje Willemina Hoving (schrijversnaam Ietje Liebeek-Hoving), (Groningen, 30 oktober 1952 – Zwolle, 31 oktober 2002) was een Nederlandse schrijfster van romans, familieromans, dichtbundels en egodocumenten. Ze schreef 27 romans, 3 dichtbundels, 2 egoducumenten en 1 meisjesboek. In totaal werden zo'n 200.000 romans van haar verkocht. Ze overleed op 50-jarige leeftijd. Haar werk ademt een christelijke sfeer.